# Kvinnosångboken
Kvinnosångboken är en svensk sångbok med den svenska kvinnorörelsens visor, utgiven 1983.
Kvinnosångboken är sammanställd av Kjerstin Norén, som tidigare varit medlem av musikgruppen Röda Bönor. Sångboken är försedd med illustrationer av konstnären Gittan Jönsson, medan notskriften utförts av musikern Lena Ekman. Boken urvalet till sångboken var klart redan 1981, men produktionsprocessen drog ut på tiden och den utgavs av förlaget Hammarström & Åberg 1983 (ISBN 917-638-019-X).